# العلاقات الإسرائيلية القرغيزستانية
العلاقات الإسرائيلية القيرغيزستانية هي العلاقات الثنائية التي تجمع بين إسرائيل وقيرغيزستان.

## مقارنة بين البلدين
هذه مقارنة عامة ومرجعية للدولتين:
| وجه المقارنة                                              | إسرائيل                                                             | قيرغيزستان                      |
| --------------------------------------------------------- | ------------------------------------------------------------------- | ------------------------------- |
| المساحة (كم2)                                             | 20.77 ألف                                                           | 199.95 ألف                      |
| عدد السكان (نسمة)                                         | 8.89 مليون                                                          | 6.20 مليون                      |
| الكثافة السكانية (ن./كم²)                                 | 428.02                                                              | 31.01                           |
| العاصمة                                                   | القدس                                                               | بيشكك                           |
| اللغة الرسمية                                             | اللغة العبرية، اللغة العربية                                        | اللغة الروسية، اللغة القيرغيزية |
| العملة                                                    | شيكل إسرائيلي جديد، شيكل إسرائيلي قديم، جنيه فلسطيني، جنيه إسرائيلي | سوم قيرغيزستاني                 |
| الناتج المحلي الإجمالي (بليون دولار)                      | 350.85 مليار                                                        | 7.56 مليار                      |
| الناتج المحلي الإجمالي (تعادل القوة الشرائية) بليون دولار | 306.51 مليار                                                        | 20.45 مليار                     |
| الناتج المحلي الإجمالي الاسمي للفرد دولار أمريكي          | 35.73 ألف                                                           | 1.10 ألف                        |
| الناتج المحلي الإجمالي للفرد دولار أمريكي                 | 36.58 ألف                                                           |                                 |
| مؤشر التنمية البشرية                                      | 0.899                                                               | 0.655                           |
| رمز المكالمات الدولي                                      | +972                                                                | +996                            |
| رمز الإنترنت                                              | .il                                                                 | .kg                             |
| المنطقة الزمنية                                           | توقيت إسرائيل، Israel Summer Time ‏                                  | ت ع م+06:00                     |

## منظمات دولية مشتركة
يشترك البلدان في عضوية مجموعة من المنظمات الدولية، منها:
| علم المنظمة | اسم المنظمة                        | تاريخ انضمام إسرائيل | تاريخ انضمام قيرغيزستان |
| ----------- | ---------------------------------- | -------------------- | ----------------------- |
|             | مؤسسة التنمية الدولية              | 22 ديسمبر 1960       | 24 سبتمبر 1992          |
|             | الأمم المتحدة                      | 11 مايو 1949         | 2 مارس 1992             |
|             | منظمة التجارة العالمية             | 21 أبريل 1995        | ?                       |
|             | منظمة الشرطة الجنائية الدولية      | ?                    | ?                       |
|             | الاتحاد الدولي للاتصالات           | 24 يونيو 1948        | 20 يناير 1994           |
|             | البنك الدولي للإنشاء والتعمير      | 12 يوليو 1954        | 18 سبتمبر 1992          |
|             | الاتحاد البريدي العالمي            | ?                    | ?                       |
|             | مؤسسة التمويل الدولية              | 26 سبتمبر 1956       | 11 فبراير 1993          |
|             | وكالة ضمان الاستثمار متعدد الأطراف | 21 مايو 1992         | 21 سبتمبر 1993          |
|             | يونسكو                             | 16 سبتمبر 1949       | 2 يونيو 1992            |

## وصلات خارجية
- موقع وزارة الخارجية الإسرائيلية